# NGC 4618
NGC 4618は、りょうけん座の方角にある歪んだ矮小銀河である。この銀河は、かつては渦巻銀河と構造が似るSm銀河として分類されていた。この銀河は、マゼラン雲と似ていることから、マゼラン渦巻銀河と呼ばれることもある。

## 構造
大部分の渦巻銀河と異なり、NGC 4618は1本の渦状腕のみを持ち、非対称的な外見である。この銀河は、近隣の1本腕銀河の3つの例の1つとして、アープ・アトラスに収録されている。NGC 4618は特異銀河とされるが、似た銀河は多く確認されている。
この銀河の非対称構造は、NGC 4625との重力相互作用の結果である可能性が指摘されている。このような非対称構造は、多くの相互作用銀河で共通に見ることができる。しかし、NGC 4618とNGC 4625の中の中性水素の観測では、NGC 4618の光学円盤の外のガスのごく一部だけが重力相互作用の影響を受けていることが示唆されている。これは、NGC 4618の1本腕が銀河自体の固有の過程に由来する可能性を示している。

## 周囲
前述のように、NGC 4618はNGC 4625と相互作用している。